# Eddie Lucas
Edward Howard Lucas, detto Eddie (Groton, 14 luglio 1975), è un ex cestista statunitense, professionista in Sudamerica e in Europa.

## Carriera
Venne selezionato dagli Utah Jazz al secondo giro del draft NBA 1999 come 58ª scelta assoluta; non disputò tuttavia alcuna partita nella NBA. Giocò quindi nel Club Deportivo Libertad de Sunchales, e successivamente in vari campionati europei.